# Израильский филармонический оркестр

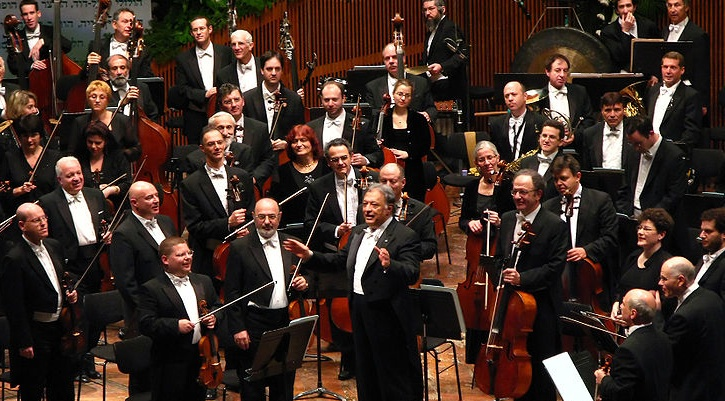
Израильский филармонический оркестр во главе с Зубином Метой на юбилейном концерте к 70-летию коллектива (2006)

Израильский филармонический оркестр (ивр. התזמורת הפילהרמונית הישראלית‎) — ведущий и известнейший симфонический оркестр государства Израиль. Оркестр возник в 1936 году по инициативе скрипача-виртуоза Бронислава Губермана, призвавшего ряд европейских музыкантов принять участие в создании первого крупного постоянно действующего оркестра в Палестине. Первоначальным названием коллектива было Палестинский симфонический оркестр (англ. Palestine Symphony Orchestra). Первым концертом, состоявшимся 26 декабря 1936 года в Тель-Авиве, дирижировал выдающийся итальянский дирижёр Артуро Тосканини.
На ранней стадии существования оркестр испытывал значительные трудности, в том числе финансовые, несмотря на то, что к организационной работе по его формированию подключился такой известный специалист как Лео Кестенберг, генеральный менеджер коллектива в 1938—1945 гг. Во время Второй мировой войны оркестр дал 140 концертов для солдат стран антигитлеровской коалиции, в том числе и в Египте. После победы оркестр выступил в рамках праздничных концертов в Бельгии. В 1946 году оркестр получил название Палестинского филармонического (англ. The Palestine Philharmonic Orchestra), а после образования государства Израиль в 1948 году был переименован в Израильский филармонический оркестр (коллектив исполнил Гимн Израиля на церемонии провозглашения Декларации независимости Израиля 14 мая 1948 года).

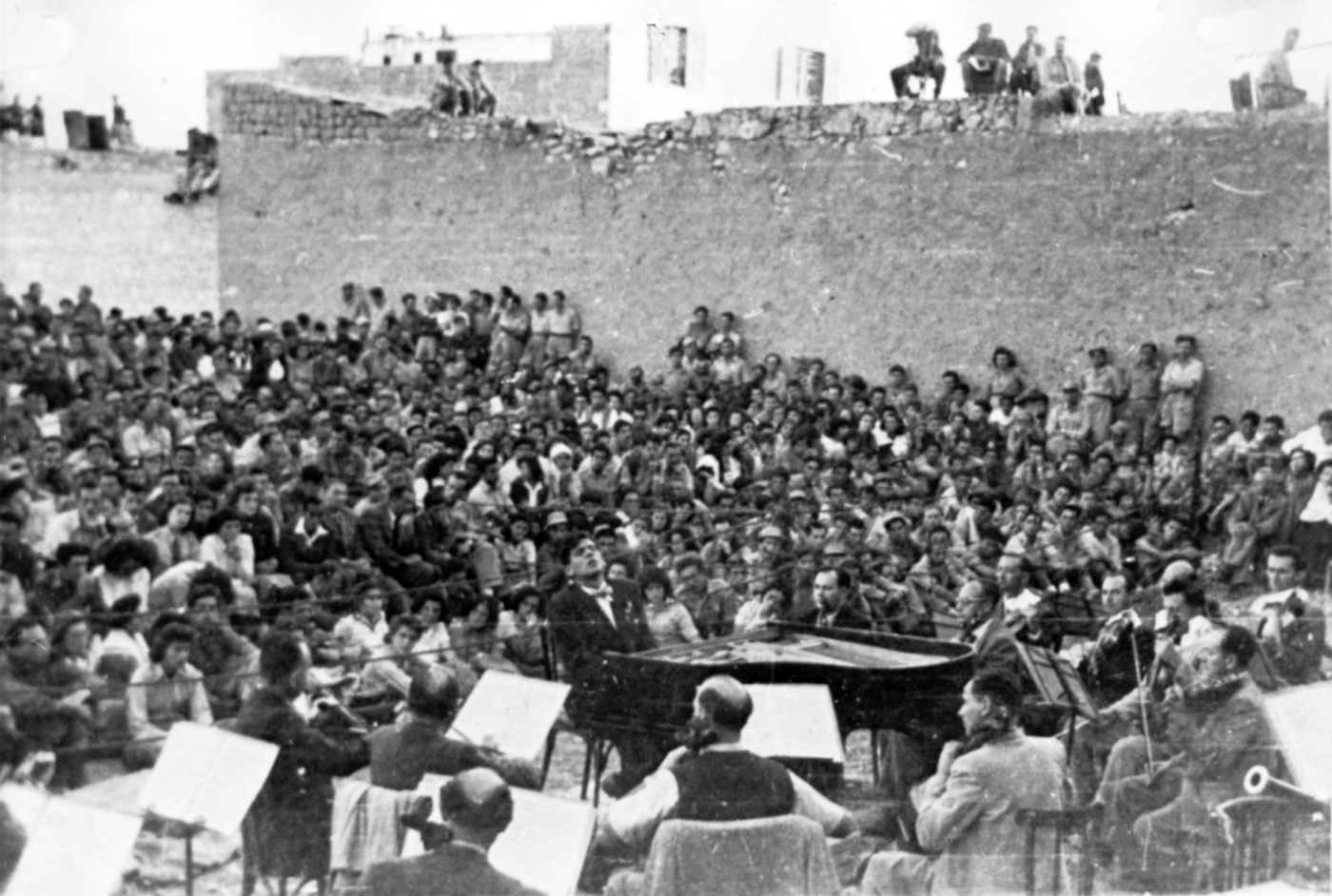
Израильский филармонический оркестр на концерте в Беер-Шеве, 1948 год

Работа оркестра была тесно связана с несколькими выдающимися дирижёрами. Леонард Бернстайн, руководивший коллективом в 1947—1949 гг., в дальнейшем на протяжении всей жизни охотно выступал с ним и в 1987 г. получил звание почётного дирижёра. Уже на ранней стадии приглашёнными дирижёрами выступали Исай Добровейн, Малкольм Сарджент, Серджиу Челибидаке, Ференц Фричай. Первые гастроли оркестра в США в 1950 году провели Бернстайн, Сергей Кусевицкий и Излер Соломон. В 1971 г. оркестр дал триумфальный концерт в Берлине, исполнив на бис государственный гимн Израиля, — этими гастролями уже руководил Зубин Мета, работающий с оркестром с 1968 года и до настоящего времени и в 1981 году объявленный пожизненным руководителем коллектива — случай фактически беспрецедентный для современной музыкальной жизни. В 2019 году, однако, 83-летний Мета ушёл на пост почётного главного дирижёра, и оркестр возглавил молодой израильский дирижёр Лахав Шани.
Первой значительной записью оркестра стали в 1950-е гг. симфонии Густава Малера с дирижёром Паулем Клецки. В 1960 г. оркестр совершил более чем двухмесячное мировое турне, с 11 октября по 23 декабря, выступив во Франции, США, Японии и Индии. В 1976 г. свою последнюю запись — Первый концерт Иоганнеса Брамса — осуществил с оркестром Артур Рубинштейн. В августе 1988 года оркестр провел специальный концерт в парке Яркон в Тель-Авиве, с участием Пласидо Доминго и Ицхака Перлмана как солистов, — аудитория, посетившая мероприятие, оценивается в сто тысяч человек, это рекорд для концертов классической музыки в Израиле.

## Руководители оркестра
- Уильям Стайнберг (1936—1938)
- Леонард Бернстайн (1947—1949)
- Поль Паре[англ.] (1949—1950)
- Бернардино Молинари (прибыл в Израиль в 1948 и провёл там три года[3])
- Жан Мартинон (1957—1959)
- Зубин Мета (1968—2019; с 1981 г. пожизненный руководитель оркестра)
- Лахав Шани (с 2020 года)